# Кобзарёвка (Харьковская область)
Кобзарёвка (укр. Кобзарівка), ранее Браговка — село в Валковской городской общине Богодуховского района Харьковской области Украины.
Код КОАТУУ — 6321283001. Население по переписи 2001 года составляло 271 (126/145 м/ж) человек. Население в 2021 году составляло 204 человека.
До 2020 года село являлось административным центром Кобзарёвского сельского совета, в который, кроме того, входили сёла Данильчин Кут, Должик, Зайцевка, Катричовка, Козаченковка и Шейки.

## Географическое положение
Село Кобзарёвка находится на расстоянии в 2 км от сёл Шейки, Данильчин Кут, Козаченковка, Зайцевка и Должик.
По селу протекает пересыхающий ручей, на котором сделаны запруды.

## История
- 1670 — дата основания.
- В 1940 году, перед ВОВ, в Кобзаревке были 83 двора, сельсовет и две ветряные мельницы[4].

## Экономика
- В селе при СССР была молочно-товарная ферма.
- Частное сельхозпредприятие "Кобзаревское".
- Агровек, ООО.

## Объекты социальной сферы
- Кобзаревский фельдшерско-акушерский пункт.

## Достопримечательности
- Братская могила советских воинов РККА. Похоронены 113 павших воина.
- Памятный знак воинам-односельчанам.